# 泥棒男爵

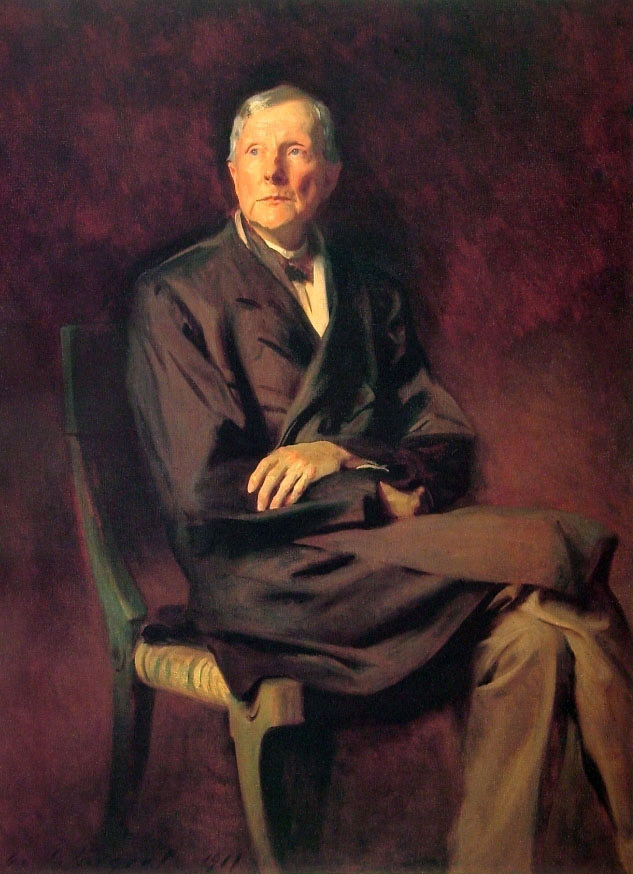
史上最高の資本家「石油王」と呼ばれるジョン・ロックフェラー（1917年）

泥棒男爵（どろぼうだんしゃく、英: robber baron）とは、19世紀のアメリカ合衆国で寡占もしくは不公正な商慣習を利用して産業を支配し、莫大な私財を蓄えた実業家や銀行家を軽蔑、揶揄して指した言葉。この用語は現在、裕福になるために疑わしい商慣習を使用したと見られる実業家や銀行家に対して使用されることもある。
この用語はライン川を横断する船に法外な料金を請求した中世ドイツの貴族に由来している。この用語の起源と使用に関してはいくつかの議論がある。米国の政治経済の解説者のマシュー・ジョセフソンが、世界恐慌の間の1934年に出した本でこの用語は普及した。彼は、1880年の独占反対の小冊子でカンザス州の農場主が鉄道王に適用したのが最初の使用であると考えた。非公式な用語のキャプテンズ・オブ・インダストリー（captains of industry）が、「泥棒男爵」の否定的な意味合いを避けるために時々使われる。

## 社会への影響
歴史家の中には、泥棒男爵として知られる人物の間での富の広大な蓄積が、社会の各層にわたってかなりの資産の不適正な配分を構成したと考える者もいる。アメリカ合衆国の泥棒男爵の存在の厳しい現実は、19世紀の経済学者で社会学者のソースティン・ヴェブレンを、『有閑階級の理論』を書くべく奮い立たせた。この著作でヴェブレンは、国際銀行家や金融業を含む現代の実業家は、他の者からお金を得るのに、強引な力、狡猾さ、競合の技能を使用し、さらに自身でものを生産するよりもむしろ征服の略奪品で生計を立てているため、野蛮人と異ならないと主張している。経済学教授のロバート・ハイルブロナーなどの現代の学者も同様の方法で泥棒男爵を説明する。彼の著作『The Worldly Philosophers』の中でハイルブロナーは、泥棒男爵は経済力と産業支配権を獲得するのに詐欺、暴力、恐喝、誘拐等、何れにしろ並外れた不正直を使用したと主張している。
他の歴史家は、彼ら泥棒男爵の産業、医療、インフラストラクチャー、そして教育への重大な投資のために、合衆国が超大国へと変化する為に、不可欠であったと主張している。小説家で哲学者のアイン・ランドは、そのような人物は「"最も素晴らしい利益"と、すべての歴史的傾向によっても不可能な生活水準を、それらが機能した国にもたらしたという理由で、これまで生きてきた人類の最大の人道主義者で最大の篤志家」の中にいたと述べた。経済学者のトーマス・ディロレンゾは、ジョン・ジェイコブ・アスター、ジェームズ・ジェローム・ヒルや、ジョン・ロックフェラー、コーネリアス・ヴァンダービルトなどの実業家は、大部分は自由市場で合法的な経済手段を通して彼らの富を獲得し、泥棒男爵として不公平に名付けられてきた、と主張している。真の泥棒男爵は、国庫補助、保護関税、および政府によって実施されたカルテルやトラストを通して、政治的な手段と彼らの経済的・政治的共犯者を、自分たちを豊かにするために使用した人々であった。
ニューヨークシティは、大建築と博物館の多く、とりわけ、ロックフェラー・センター、グランド・セントラル駅、クーパー・ユニオン、フリック・コレクション、カーネギー・ホール、そしてニューヨーク公共図書館を、これらの人物のパトロンで所有している。アンドリュー・カーネギーは識字能力を奨励しようとして、合衆国と世界中にわたる2,500もの公立図書館の設立に資金を提供した。ジョン・モルガンなどの人物は、「私は公共物は何も所有しない」などの無慈悲な声明で時々有名であったが、それにもかかわらずモルガンは、芸術と大学に重大な貢献をした。
泥棒男爵によって蓄積された大規模な富の文化的な衝撃は、「ぼろ切れから金持ちへ」の物語がアメリカで可能であることを立証するように見えた時、「アメリカンドリーム」を定義することにおいて影響力を持った。しかし、ハーバート・ガットマンが指摘したように、とても多くのアメリカの、特に最近ヨーロッパから移住してきた労働者階級にとって、「泥棒男爵」には異なった意味が含まれていた。アメリカの「ヨーロッパ化」を恐れて、泥棒男爵は移民が恐れたすべてを象徴するようになり、土地と通貨の修正、農場と事業の協同組合、労働組合、および社会主義などのような運動への参加を彼らに奮い立たせることに通じた。すべては、少なくとも、労働者階級の共和主義を補強することに通じた。この点では、強調が富の窃盗よりむしろ貴族と農奴制の間の階級意識に現在行き当たり、「泥棒男爵」という用語は異なった意味を帯びている。ピッツバーグの制動手は、鉄道が従業員に制服の着用を義務づけた結果として1877年に暴力（1877年の鉄道大ストライキ）が起こったと説明した。制動手によると、制服は社会的な地位、特に農奴制を示した。

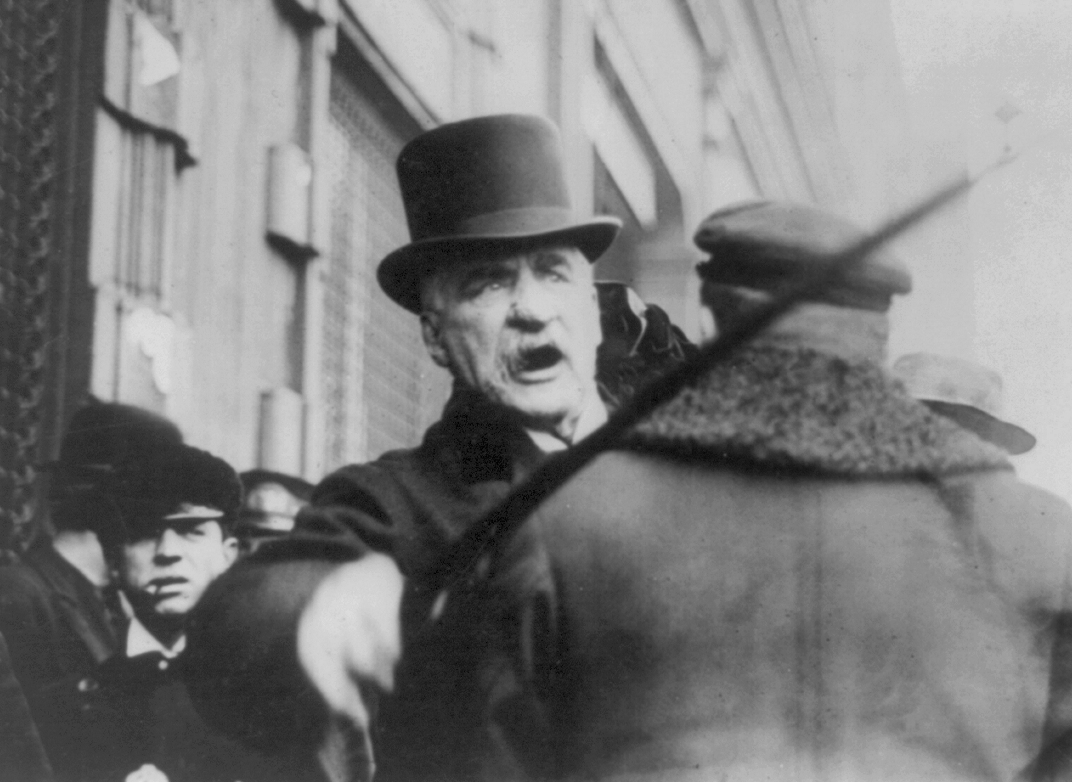
写真家を非難するジョン・モルガン。彼は皮膚病の酒皶によって引き起こされた醜い鼻のため写真を撮られるのが嫌いであった。そのため、彼の公式の肖像は全て修正されている。

## 史書としての視点
歴史的に、「泥棒男爵」論は1940年代まで人気があった。マシュー・ジョセフソンの『the Robber Barons』が、恐らくこのテーマで最も有名な繰り返し引用されている文献であった。このテーマは、企業に対する公共の軽蔑が広まった世界恐慌の間にもっとも多くの人気を得た。
しかし、世界恐慌の終わりまでには、特にアラン・ネヴィンズなどの他の歴史家が、「産業政治家」論を支持し始めた。ネヴィンズは彼の『John D. Rockefeller: The Heroic Age of American Enterprise (2 vols., 1940)』で、直接ジョセフソンを挙げた。ロックフェラーは非倫理的で不法な商習慣に関与したかもしれないが、これは現代の産業のカオスに秩序をもたらせた彼の大きな貢献を曇らせはしない。ネヴィンズによると、金ぴか時代の資本家は、秩序と安定性についての彼らの意志を、競争的な企業環境に課そうとした。彼らの仕事は結局は、20世紀までに米国を最前線の経済にし、それゆえに賞賛に値した  。
泥棒男爵か産業政治家かという全体の討論は、アルフレッド・D・チャンドラーの『Visible Hand』（1977年）によって回避された。ここでチャンドラーは、工業化するアメリカのビジネスは歴史的過程であり、善対悪の道徳劇ではないと主張した。「審査されていないイデオロギー的な仮定と前提に基づいた、漠然と定義された道徳的な問題に関する討論よりも、何か役に立つ一般化を作成できそうなことはあるのか？」と、彼は後に言い表した。

## 脚註
1. ↑  w:Robber baronを参照
2. ↑  Herbert G. Gutman, "Work, Culture, and Society in Industrializing America, 1815-1913," in Work Culture and Society in Industrializing America: Essays in American Working-Class and Social History (New York: Alfred A. Knopf, 1976), 54.
3. ↑  Matthew Josephson, The Robber Barons: The Great American Capitalists, 1861-1901, New York: Harcourt, Brace and Company, 1934.
4. ↑  Allan Nevins, John D. Rockefeller: The Heroic Age of American Enterprise, 2 vols., New York, C. Scribner’s sons, 1940.
5. ↑  Alfred D. Chandler, "Comparative Business History," in D. C. Coleman and Peter Mathias, eds., Enterprise and History (Cambridge, 1984), 7; On Chandler's other accomplishments in this book, see Richard R. John, "Elaborations, Revisions, Dissents: Alfred D. Chandler, Jr.'s, The Visible Hand after Twenty Years," Business History Review, 71, no. 2 (Summer 1997): 151-200.